# Midnight Series: Midnight Motel
Midnight Series: Midnight Motel (tiếng Thái: แอปลับ โรงแรมรัก; RTGS: Aep Lap Rong Raem Rak) là một bộ phim truyền hình Thái Lan phát sóng năm 2022–2023 với sự tham gia của Jumpol Adulkittiporn (Off), Ployshompoo Supasap (Jan), Tanutchai Wijitvongtong (Mond) và Thanawin Teeraphosukarn (Louis). Đây là một trong ba phần phim của Midnight Series (2022–2023).
Bộ phim được đạo diễn bởi Athip Vichuchaianan và sản xuất bởi GMMTV cùng với Wakeup Rabbit Studio. Đây là một trong 22 dự án phim truyền hình cho năm 2022 được GMMTV giới thiệu trong sự kiện "GMMTV 2022 Borderless" vào ngày 1 tháng 12 năm 2021. Bộ phim được phát sóng vào lúc 18:00 (ICT), thứ Tư và thứ Năm trên nền tảng trực tuyến Disney+ Hotstar, bắt đầu từ ngày 28 tháng 12 năm 2022. Còn trên truyền hình, bộ phim được phát sóng vào lúc 20:30 (ICT), thứ Bảy trên GMM 25, bắt đầu từ ngày 28 tháng 1 năm 2023. Tập cuối được lên sóng vào ngày 12 tháng 1 năm 2023 trên Disney+ Hotstar và vào ngày 4 tháng 3 năm 2023 trên GMM 25.

## Diễn viên

### Diễn viên chính
- Jumpol Adulkittiporn (Off) vai Mote
- Ployshompoo Supasap (Jan) vai Kat
- Tanutchai Wijitvongtong (Mond) vai Sun
- Thanawin Teeraphosukarn (Louis) vai Doy

### Diễn viên phụ
- Chatchawit Techarukpong (Victor) vai Pat
- Sirilapas Kongtrakarn (Mew) vai June (vợ của Pat)
- Daweerit Chullasapya (Pae) vai Jay
- Nipawan Taveepornsawan (Kai) vai Nate
- Birdy Weerachat Duangwa (Tui) vai Boong

### Khách mời
- Siwat Homkham (Banane) vai khách hàng (Tập 1)
- Paradorn Vesurai (Tập 1)
- Eakarpon Settasuk (Ton)
- Trai Nimtawat (Neo) vai Tony (Tập 5)